# Арджун Нарсинг Кеси
Арджун Нарсинг Кеси (на непалски: अर्जुन नरसिंह केसी) е непалски политик, старши лидер на Непалския конгрес, бивш професор и министър. В различни периоди заема постовете на министър на здравеопазването и населението, министър на образованието и министър на градското развитие. Многократно е избиран за член на Камарата на представителите от избирателния район Нувакот.

## Биография

### Ранни години и образование
Арджун Нарсинг Кеси е роден на 27 септември 1947 г. в селището Раутбеси, район Нувакот, Непал. Баща му е Бхагаван Сингх Кеси, а майка му – Яшода Деви Кеси. Завършва политология в Трибхуванския университет, където по-късно оглавява катедрата по политология. През 1982 г. получава изследователска стипендия във Флетчърското училище по право и дипломация към Университета Тъфтс, САЩ, със специализация по международни отношения и външна политика.

### Политическа кариера
По време на системата „панчаят“ участва активно в демократичните движения и е арестуван няколко пъти. За първи път е избран за депутат през 1991 г., а по-късно и през 1994 г.
В периода 1995 – 1997 г. е министър на здравеопазването и населението. През 1996 г. Кеси въвежда мащабна реформа за пренасочване на лекарите от градовете към слабо обслужваните хълмисти и терайски региони. Осигурява финансови стимули, ускорено повишение и допълнителни възможности за обучение за работещите в тези райони. Ограничена е и практиката „кадж“ – често използван механизъм за временно, но фактически постоянно връщане на лекарите в градовете.
В периода 1995 – 1997 г. е министърна образованието. Като такъв работи за признаване на непалските дипломи в чужбина, подписвайки споразумения с други държави, което позволява на непалските студенти да продължат образованието си зад граница. Той подкрепя и възстановяването на историческия парк „Градината на мечтите“ в Катманду.
Последният му министерски пост е на министър на градското развитие в периода 2016 – 12017 г. На този пост Кеси стартира „Програмата за народно жилище“ с цел построяване на 25 000 домове за бедните общности извън долината Катманду. На 26 април 2017 г. дава окончателно одобрение за изграждането на външен околовръстен път в Катманду с дължина 71,93 км, проект, отлаган повече от 13 години.
По време на извънредното положение през 2005 г. е арестуван в централата на Непалски конгрес в Сане и по-късно задържан в района Банке. Служи като координатор на Седемпартийния алианс в долината Катманду.
През 2017 г. не е избран за депутат, но през 2022 г. печели мястото в Нувакот-2 с 28 107 гласа, побеждавайки кандидата на партия RSP с над 11 000 гласа разлика.
Като председател на Комитета по държавни сметки през 2024 г. започва разследване на корупция в проектите за летищата Покхара и Гаутам Буда.  През 2025 г. предава дело за корупция на стойност милиарди непалски рупии на антикорупционната комисия.
Кеси е женен за Пратима Кеси; двамата имат пет деца. Дъщеря му Анжана Кеси Тапа е омъжена за политика Гаган Тапа.